# Plajă solară
O plajă solară este o regiune luminoasă din cromosfera Soarelui, de obicei întâlnită în regiunile cromosferei de lângă petele solare. 
Regiunile cu plaje sunt apropiate de faculele solare aflate în fotosfera de mai jos, dar sunt mai vizibile lângă petele solare mai întunecate. Faculele solare au o influență puternică asupra constantei solare. Nu este încă clară legătura dintre facule și plajele solare.